# Brevet de technicien supérieur - Expression visuelle
Le brevet de technicien supérieur en Expression Visuelle est un diplôme d'arts appliqués, aujourd'hui supprimé et remplacé. À l’origine, ce BTS proposait deux options : l’option Images de Communication (option A, BTS EVIC) et l’option Espaces de Communication (option B, BTS EVEC). 
L’option A est supprimée en 1996, remplacée par le BTS Communication Visuelle lui-même remplacé par le BTS Design graphique à la rentrée 2012 (pour une première session à l’examen en 2014).  
L'option B a été rénovée à la rentrée 2008 (pour une première session à l’examen en 2010) : son intitulé est désormais BTS DCEV,  Brevet de Technicien Supérieur en Design de Communication, option Espace et Volume.

## Fonction
À mi-chemin entre les BTS Communication Visuelle et Design d’Espace, le BTS EVEC prépare à la conception de lieux de présentation de messages ou de promotion de produits. Les domaines d’applications sont vastes mais les principaux sont : le packaging, la PLV, l’aménagement de vitrines ou de boutiques, les stands d'exposition, la muséographie, la scénographie.

## Recrutement
Comme tous les BTS Arts appliqués, le BTS EVEC est accessible directement après un Bac STI Arts appliqués, après une année de MANAA pour les autres bacheliers mais aussi après un BT Dessinateur Maquettiste ou une formation artistique dans le domaine des Arts plastiques ou appliqués.

## Enseignements hebdomadaires
- Enseignement général 
  - Culture Générale et Expression (2 heures)
  - Sciences humaines (1 heure)
  - Langues (2 heures)
  - Mathématiques Appliquées (2 heures)
  - Sciences Physiques Appliquées (2 heures)
  - Gestion-Législation (1 heure)
- Enseignement professionnel 
  - Bureau de Création (11 heures)
  - Technologie de la Communication (2 heures)
  - Technologie de Réalisation (3 heures)
- Enseignement artistique
  - Expression plastique (5 heures)
  - Arts, Techniques et Civilisations (2 heures)

## Stage
Un stage de 6 semaines est obligatoire en fin de première année.

## Examen
- Projet
  - Recherches (8 heures, coefficient 3)
  - Présentation et Discussion (oral, 30 minutes, non noté)
  - Développement (20 heures, coefficient 6)
- Technologie de la Communication (3 heures, coefficient 3)
- Technologie de Réalisation (2 heures, coefficient 3)
- Gestion-Législation (2 heures, coefficient 2)
- Culture Générale et Expression (4 heures, coefficient 2)
- Arts, Techniques et Civilisations (2 heures, coefficient 4)
- Mathématiques (1 heure 30, coefficient 1,5)
- Sciences Physiques (1 heure 30, coefficient 1,5)
- Langue (oral, 40 minutes, coefficient 2)
- Dossier de travaux personnels (oral, 30 minutes, coefficient 3)

## Poursuites d’études et insertion professionnelle
Les candidats peuvent postuler en DSAA, en Licence d’Arts appliqués ou d’Arts plastiques, à l’ENSAD, en formation de maquettiste, etc. ou bien travailler en tant que concepteur au sein d’un bureau d’étude (PLV, stands d’exposition, etc.) ou en indépendant.

## Établissements préparant au BTS EVEC
- Lycée La Martinière Diderot, Lyon
- Lycée Marie Curie, Marseille
- ESAA Boulle, Paris
- ENSAAMA Olivier de Serres, Paris
- ESAAT, Roubaix
- Lycée des Arènes, Toulouse
- Lycée Maximilien-Vox, (BTS DCEV !) Paris